# Uscio
Uscio (ligur nyelven Aosci vagy Ousci) település Olaszországban, Liguria régióban, Genova megyében. Lakosainak száma 2119 fő (2023. január 1.). Uscio Avegno, Lumarzo, Neirone, Sori és Tribogna községekkel határos.

## Népesség
A település lakossága az elmúlt években az alábbi módon változott:
| Lakosok száma | 2268 | 2222 | 2119 |
|               | 2017 | 2018 | 2023 |